# 地域資源を活用した農林漁業者等による新事業の創出等及び地域の農林水産物の利用促進に関する法律
地域資源を活用した農林漁業者等による新事業の創出等及び地域の農林水産物の利用促進に関する法律（ちいきしげんをかつようした のうりんぎょぎょうしゃとうによる しんじぎょうのそうしゅつとう およびちいきののうりんすいさんぶつのりようそくしんにかんするほうりつ、平成22年12月3日法律第67号）は、地域資源を活用した農林漁業者等による新事業の創出等に関する施策を講じて農山漁村における六次産業化を推進するとともに、国産の農林水産物の消費を拡大する地産地消等の促進に関する施策を総合的に推進する（同法前文）ことに関する法律である。
2010年（平成22年）12月3日に公布され、第1章および第3章の規定が同日から施行された。第2章の規定は、同法附則1条ただし書の規定により、公布の日から起算して6月を超えない範囲内において政令で定める日から施行するとされ、地域資源を活用した農林漁業者等による新事業の創出等及び地域の農林水産物の利用促進に関する法律の一部の施行期日を定める政令（平成23年2月23日政令第14号）により、2011年（平成23年）3月1日から施行された。

## 目的
この法律は、農林漁業の振興を図る上で農林漁業経営の改善及び国産の農林水産物の消費の拡大が重要であることにかんがみ、農林水産物等及び農山漁村に存在する土地、水その他の資源を有効に活用した農林漁業者等による事業の多角化及び高度化、新たな事業の創出等に関する施策並びに地域の農林水産物の利用の促進に関する施策を総合的に推進することにより、農林漁業等の振興、農山漁村その他の地域の活性化及び消費者の利益の増進を図るとともに、食料自給率の向上及び環境への負荷の少ない社会の構築に寄与することを目的とする（第1条）。

## 概要
この法律の構成は大きく2点に分けられる。第2章の「地域資源を活用した農林漁業者等による新事業の創出等」と第3章の「地域の農林水産物の利用の促進」である。

### 地域資源を活用した農林漁業者等による新事業の創出等
地域資源を活用した農林漁業者等による新事業の創出等（六次産業化）については、農林水産大臣が農林漁業者等による農林漁業及び関連事業の総合化の促進に関する基本方針を定める。
農林漁業者等は、農林漁業経営の改善を図るための農林漁業及び関連事業の総合化を行う事業計画（総合化事業計画）を農林水産大臣に提出して、その認定を受ける。計画の例としては、農林水産物及びその副産物（バイオマス等）の生産、加工、販売を一体的に行う計画などが考えられる。
総合化事業計画について認定を受ければ、事業計画に必要な資金は、それぞれ農業改良資金融通法による農業改良資金、林業・木材産業改善資金助成法による林業・木材産業改善資金又は沿岸漁業改善資金助成法による経営等改善資金等とみなされ、貸付金の利息は無利子とされ、さらにこれらの法の規定よりも長い償還期限、据置期間等の設定などの支援措置が講じられる。また、総合化事業の施設整備については農地転用手続きの簡素化を受けるなどの農地法適用の特例を受けるほか、総合化事業計画による産地連携野菜供給契約に基づく指定野菜の供給の事業を行う場合、指定野菜のリレー出荷による契約販売に対する交付金の交付があるなどの野菜生産出荷安定法の適用の特例を受ける。
また、民間事業者等が農林漁業者等による農林漁業及び関連事業の総合化の促進のため、新品種の育成や新生産方式など研究開発・成果利用事業を行おうとするときは、その研究開発・成果利用事業計画を主務大臣に提出して認定を受けることができる。認定を受けた場合において、認定研究開発・成果利用事業の成果による出願品種の品種登録出願の出願料や育成者権の登録料について減免措置があるなど種苗法の特例が適用されるほか、研究開発・成果利用事業の施設整備に関して農地転用手続きの簡素化を受けるなどの農地法適用の特例を受ける。

### 地域の農林水産物の利用の促進
国内の地域で生産された食用に供される農林水産物の利用促進ため、(1)生産者と消費者との結びつきの強化、(2)地域の農林漁業及び関連事業の振興による地域の活性化、(3)消費者の豊かな食生活の実現、(4)食育との一体的な推進、(5)都市と農山漁村の共生・対流との一体的な推進、(6)食料自給率の向上への寄与、(7)環境への負荷の低減への寄与、(8)社会的気運の醸成及び地域における主体的な取組の促進、(9)国・地方公共団体の責務、(10)生産者等・事業者・消費者の努力といった基本理念が掲げられている。
また、農林水産大臣は、地域の農林水産物の利用促進に関する基本方針を定め、これを公表しなければならない。都道府県及び市町村は、基本方針を勘案した地域の農林水産物の利用の促進計画について、策定と公表に努めなければならない。
国及び地方公共団体が行う地域の農林水産物の利用の促進に関する施策として、(1)地域の農林水産物の利用の促進に必要な基盤の整備、(2)直売所等を利用した地域の農林水産物の利用の促進、(3)学校給食等における地域の農林水産物の利用の促進、(4)地域の需要等に対応した農林水産物の安定的な供給の確保、(5)地域の農林水産物の利用の取組を通じた食育の推進等、(6)地域の農林水産物の利用の推進に寄与する人材の育成等、(7)国民の理解と関心の増進のための地域の農林水産物の利用に関する広報活動の充実、(8)地域の農林水産物の利用の取組に関連する環境負荷低減の評価手法の導入や情報の収集、整理、分析等に関する調査研究の実施等、(9)国、地方公共団体、生産者、事業者、消費者等の多様な主体の相互連携等を講ずるよう努めることとされている。

## 構成
- 前文
- 第1章 総則（第1条）
- 第2章 地域資源を活用した農林漁業者等による新事業の創出等
  - 第1節 総則（第2条・第3条）
  - 第2節 基本方針（第4条）
  - 第3節 農林漁業及び関連事業の総合化の促進に関する施策（第5条-第17条）
  - 第4節 雑則（第18条-第23条）
  - 第5節 罰則（第24条）
- 第3章 地域の農林水産物の利用の促進
  - 第1節 総則（第25条-第39条）
  - 第2節 基本方針等（第40条・第41条）
  - 第3節 地域の農林水産物の利用の促進に関する施策（第42条-第50条）
- 附則

## 法制定の経過
この法律は、最初、農林漁業者等による農林漁業の六次産業化の促進に関する法律案（第174回国会閣法第50号）として提出された。一方、自由民主党議員から、国産の農林水産物の消費を拡大する地産地消等の促進に関する法律案（第174回国会衆法第21号）として対案が提出されたが、第176回国会衆議院農林水産委員会で内閣提出法案に対する与野党4派共同提案による修正案、すなわち、題名の修正、前文の挿入、「農林漁業の六次産業化」の文言の「地域資源を活用した農林漁業者等による新事業の創出等」への修正、地域の農林水産物の利用の促進に関することの「章」としての新たな追加等の案が提出され、内閣提出原案とその修正案ともに可決された。これに先立ち、対案の第174回国会衆法第21号は撤回された。第174回国会閣法第50号とその修正案は第176回国会で2010年11月26日に可決成立した。

## 政令及び省令
- 地域資源を活用した農林漁業者等による新事業の創出等及び地域の農林水産物の利用促進に関する法律の一部の施行期日を定める政令（平成23年2月23日政令第14号）
- 地域資源を活用した農林漁業者等による新事業の創出等及び地域の農林水産物の利用促進に関する法律施行令（平成23年2月23日政令第15号）
- 地域資源を活用した農林漁業者等による新事業の創出等及び地域の農林水産物の利用促進に関する法律に基づく研究開発・成果利用事業計画の認定等に関する省令（平成23年2月28日総務省・財務省・厚生労働省・農林水産省・経済産業省・国土交通省・環境省令第1号）
- 地域資源を活用した農林漁業者等による新事業の創出等及び地域の農林水産物の利用促進に関する法律施行規則（平成23年2月28日農林水産省令第7号）